# توپ طلای فیفا

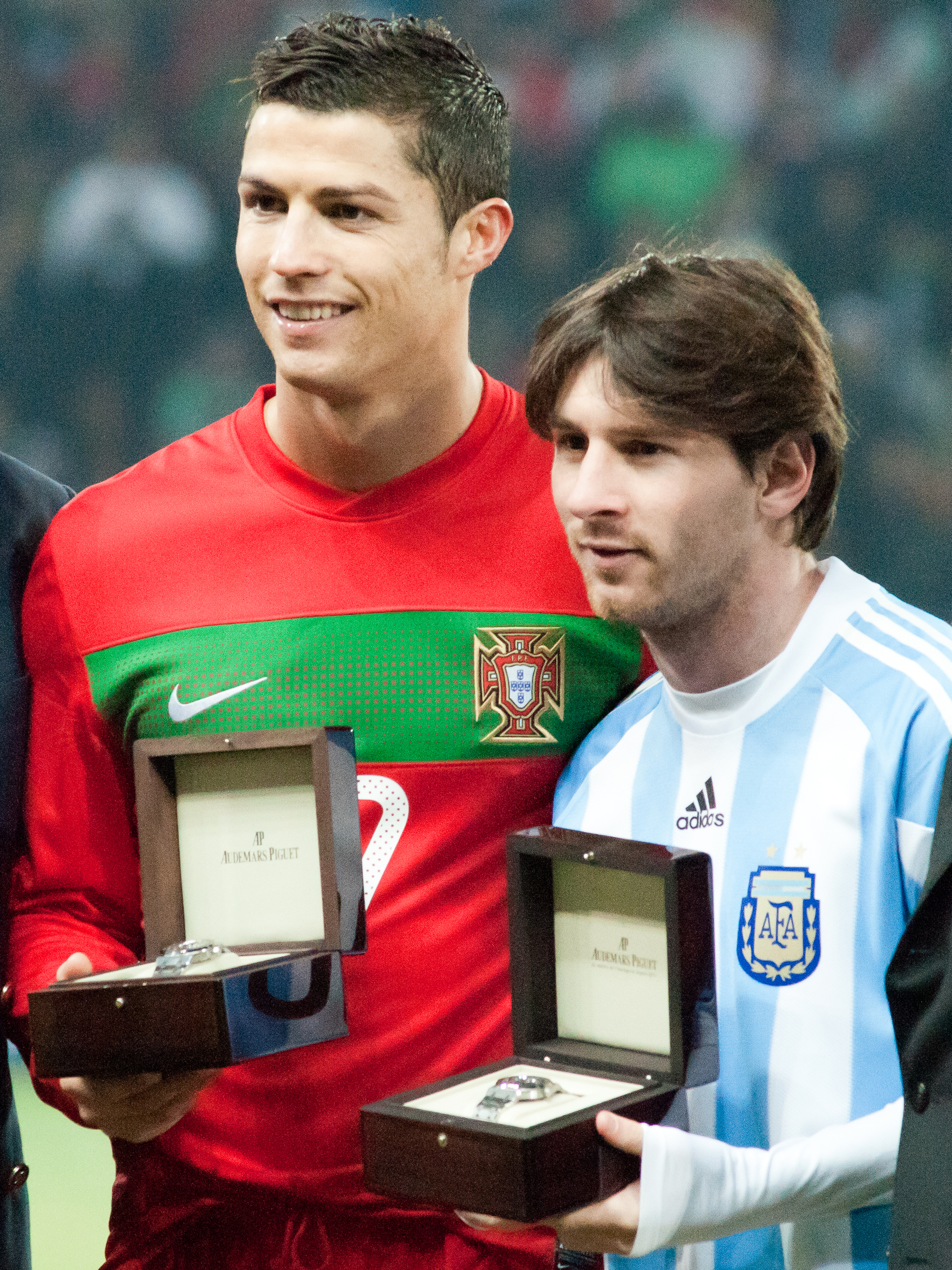
کریستیانو رونالدو (چپ) و لیونل مسی (راست)

توپ طلای فیفا (فرانسوی: FIFA Ballon d'Or‎ و (انگلیسی: Golden Ball) جایزه‌ای بود که از سال‌های ۲۰۱۰ تا ۲۰۱۵ میلادی به بهترین بازیکن فوتبال مرد توسط فیفا و مجله فرانس فوتبال داده می‌شد. این همکاری در سال ۲۰۱۶ به اتمام رسید و از آن زمان تا به اکنون، توپ طلا فقط توسط فرانس فوتبال اهدا می‌شود و فیفا جایزهٔ بهترین بازیکن مرد را اهدا می‌کند.
جایزهٔ توپ طلای فیفا همراه با عنوان بازیکن سال فوتبال جهان اهدا می‌شد. لیونل مسی با ۴ جایزه موفق‌ترین بازیکن تاریخ فوتبال محسوب می‌شود و همراه کریستیانو رونالدو با ۲ جایزه برندگان توپ طلای فیفا بوده‌اند.

## برندگان
| سال  | مقام اول                        | مقام دوم                        | مقام سوم                  |
| ---- | ------------------------------- | ------------------------------- | ------------------------- |
| ۲۰۱۰ | لیونل مسی (بارسلونا)            | آندرس اینیستا (بارسلونا)        | ژاوی (بارسلونا)           |
| ۲۰۱۱ | لیونل مسی (بارسلونا)            | کریستیانو رونالدو (رئال مادرید) | ژاوی (بارسلونا)           |
| ۲۰۱۲ | لیونل مسی (بارسلونا)            | کریستیانو رونالدو (رئال مادرید) | آندرس اینیستا (بارسلونا)  |
| ۲۰۱۳ | کریستیانو رونالدو (رئال مادرید) | لیونل مسی (بارسلونا)            | فرانک ریبری (بایرن مونیخ) |
| ۲۰۱۴ | کریستیانو رونالدو (رئال مادرید) | لیونل مسی (بارسلونا)            | مانوئل نویر (بایرن مونیخ) |
| ۲۰۱۵ | لیونل مسی (بارسلونا)            | کریستیانو رونالدو (رئال مادرید) | نیمار (بارسلونا)          |